# تصویرگر

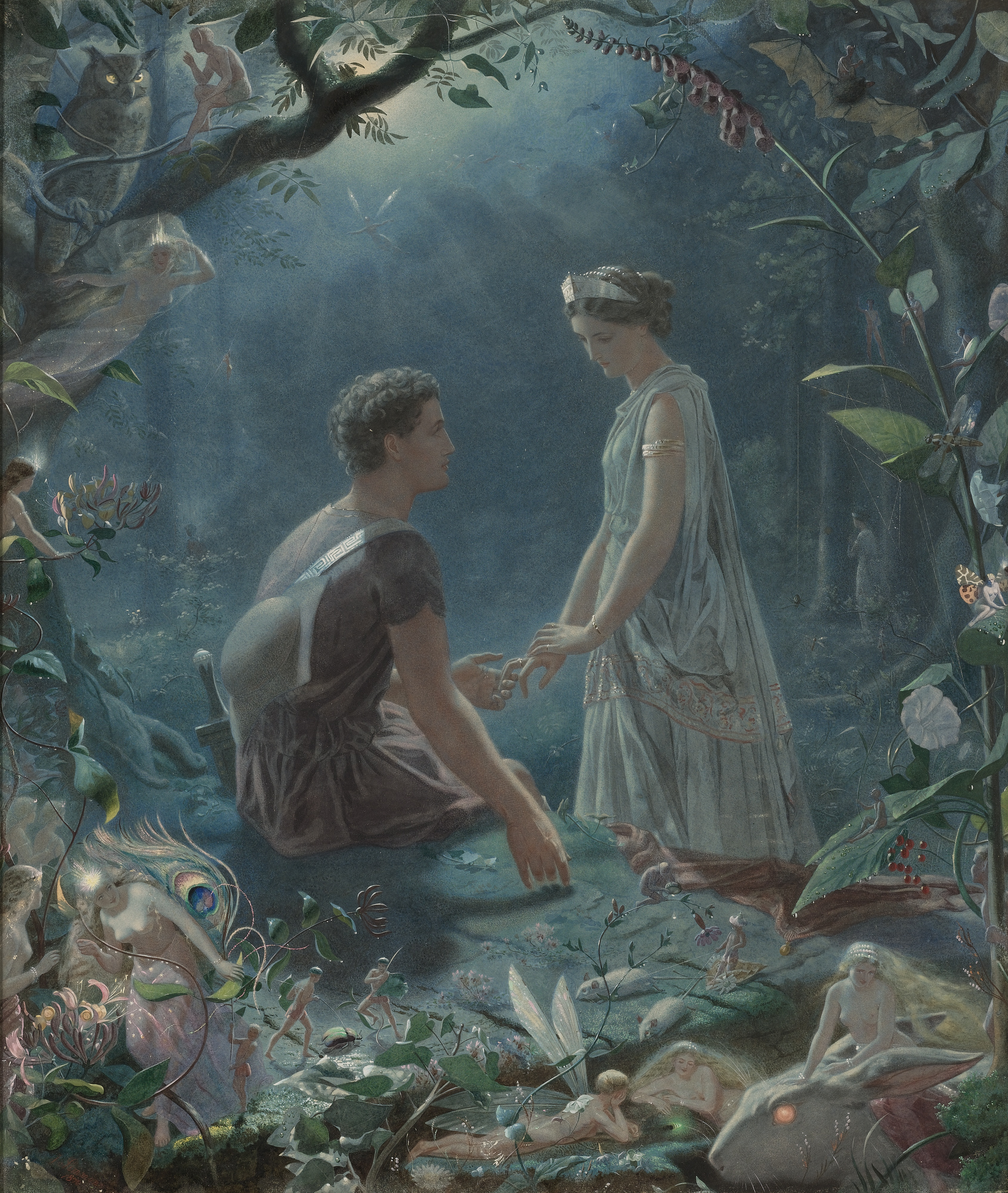
آبرنگی از جان سیمونز، به تصویر کشیدن هرمیا و لیساندر، از نمایشنامه رؤیای شب نیمه تابستان (۱۸۷۰)

تصویرگر (به انگلیسی: Illustrator) یک هنرمند است که برای ارائه مفاهیم متن یا ایده مرتبط با آن، تصویر متناسب را طراحی می‌کند و با کشیدن تصویر، درک مفهوم را آسان‌تر می‌کند. تصویرسازی ممکن است برای روشن کردن مفاهیم پیچیده یا برای اشیایی باشد که توصیف آن اشیا از نظر متن دشوار است، به همین دلیل است که تصاویر اغلب در کتاب‌های کودکان یافت می‌شوند. تصویرسازی یک هنر محسوب می‌شود.
تصویرسازی در تبلیغات، ارائه معماری، کارت تبریک، پوستر، کتاب، رمان گرافیکی، استوری‌برد، کسب‌وکار، ارتباطات فنی، مجله، تن‌پوش، بازی ویدئویی، آموزش و روزنامه استفاده می‌شود.